# Alytus
Alytus  (Olita in polacco, Aliten in tedesco) è una città situata nella Lituania meridionale, è il capoluogo della Contea di Alytus.
La sua popolazione nel 2010 era di 65 524 abitanti. Alytus è il centro storico della regione della Dzūkija. La città si sviluppa sulle sponde del fiume Nemunas. La maggiore autostrada che connette Vilnius (110 km a nord-ovest), Kaunas (70 km a nord), Lazdijai (45 km a sud-ovest), e Hrodna (100 km a sud) in Bielorussia passa da Alytus.

## Sport
La squadra cittadina di pallacanestro, disciplina che è comunemente considerata sport nazionale, è il K.K. Dzūkija Alytus.
La squadra calcistica principale della città è il Dainava Alytus.

## Amministrazione

### Gemellaggi
- Amata
- Berdychiv
- Botkyrka
- Crawley
- Ełk
- Giżycko
- Hrodna
- Hiratsuka
- Kremenčuk
- Lida
- Mandal
- Monaghan
- Næstved
- Ningbo
- Opole
- Ostrołęka
- Petrozavodsk
- Rochester
- Rouen
- San Martín
- Sejny
- Smarhon'
- Suwałki
- Vélizy-Villacoublay